# Terézváros
Terézváros – dzielnica stolicy Węgier, Budapesztu. W miejskiej numeracji administracyjnej oznaczona numerem VI.

## Położenie
Dzielnica Terézváros znajduje się w peszteńskiej części miasta, w bezpośrednim centrum Budapesztu. Od wschodu graniczy z dzielnicą Zugló, od południa z dzielnicą Erzsébetváros, od zachodu z dzielnicą Belváros-Lipótváros, zaś od północy z dzielnicą Angyalföld.

## Nazwa
Nazwę dzielnicy Terézváros na język polski można przetłumaczyć jako „Miasto Teresy”. Swoją nazwę znajdujące się na tych terenach miasto, a obecnie dzielnica, zawdzięcza królowej Węgier Marii Teresie.

## Historia
Dzielnica powstała w wyniku połączenia Budy, Pesztu i Óbudy w jedno miasto 1 stycznia 1873 roku.

## Osiedla
W skład dzielnicy wchodzi tylko jedno osiedle – Terézváros.

## Zabytki
Na terenie dzielnicy znajdują się następujące zabytki:
- Opera Narodowa
- Plac Bohaterów
- Aleja Andrássyego
- Muzeum Dom Terroru
- Plac Ferenca Liszta
- Plac Oktogon
- Muzeum Ferenca Liszta

## Komunikacja
W dzielnicy mieści się kolejowy Dworzec Zachodni. Ponadto pod Aleją Andrássyego przebiega Milenijna Kolej Podziemna.